# Wake Up (canção de Hilary Duff)
"Wake Up" é uma canção gravada pela cantora norte-americana Hilary Duff para seu primeiro álbum de compilação, Most Wanted (2005). Foi co-escrita por Duff e a equipe Dead Executives, que também produziu a música. Junto com as outras três novas gravações de Most Wanted, "Wake Up" foi criada com a intenção de ter um "som totalmente diferente" do material anterior de Duff. Embora ela pensasse que o trabalho fosse um novo marco em sua carreira, ela estava ao mesmo tempo nervosa sobre como seus fãs reagiriam ao material. "Wake Up" foi lançada como o primeiro single de Most Wanted em 12 de julho de 2005.
Descrita por Duff como uma música influenciada pelo dance-pop dos anos 80, "Wake Up" é liricamente sobre sair e se divertir. A música foi lançada digitalmente no Reino Unido em 24 de outubro de 2005.
"Wake Up" recebeu análises mistas dos críticos musicais. Alguns elogiaram por ser "irresistível" e ter uma natureza divertida, enquanto outros criticaram por suas letras "insípidas" e notaram que isso soa como "sobras" dos lançamentos anteriores de Duff. A canção teve um moderado desempenho comercial, tornando-se um dos dez maiores sucessos na Irlanda, Noruega, Espanha e Reino Unido. Chegou aos quarenta postos em vários em países como Austrália, Holanda, Nova Zelândia, Suíça e Estados Unidos. O videoclipe da canção apresenta Duff saindo de sua casa e participando de várias casas noturnas e festas.

## Desenvolvimento
Em 20 de maio de 2005, a MTV News informou que Duff lançaria um novo álbum em agosto, incluindo faixas lançadas anteriormente e quatro novas gravações. Também foi anunciado que antes do lançamento do álbum, Duff iniciaria uma turnê de verão com 32 shows em suporte ao álbum. No mês seguinte, em entrevista à MTV News, Duff disse que ela estava trabalhando com os irmãos Joel e Benji Madden, da banda de rock americana Good Charlotte, e Jason Epperson (conhecidos em nome da produção como Dead Executives) para escrever e produzir novas músicas para a compilação. Ela disse que "...são três das minhas músicas favoritas que eu já fiz. ...Foi muito divertido estar no estúdio com eles." Descrita por Duff como a primeira vez em que "todas as responsabilidades estavam nela", ela entrou no estúdio de gravação sem a orientação de sua gravadora ou equipe.
De acordo com Duff, ela não disse a ninguém em sua gravadora que ela estava trabalhando com Dead Executives. Joel, com quem Duff estava namorando na época, sabia que ela precisava de material novo para uma coletânea e sabia que queria um "som totalmente diferente". Juntos, o Dead Executives entraram no estúdio de gravação e trabalharam em novas músicas para Duff, antes de trazê-la para o estúdio para trabalhar coletivamente neles. Duff descreveu trabalhar com eles como algo agradável, e a música como um novo marco em sua carreira, afirmando que trabalhar com "pessoas com quem você é próximo faz muita diferença quando você está gravando e sendo criativo". Ao mesmo tempo, Duff também estava nervosa sobre como seus fãs reagiriam à nova música. Duff gravou quatro faixas para o álbum, três das quais foram co-escritas e produzidas com o Dead Executives.

## Composição
"Wake Up" é uma música de dance-pop de ritmo médio com "um som pop-techno mais maduro" do que o trabalho anterior de Duff. Ela descreveu o estilo da música como "muito dançante, meio pop – não anos 80, mas algo assim." De acordo com ela, a música "faz você querer esquecer toda a pressão de lidar com seu chefe, ou seu professor, ou sua mãe, ou [quem seja]", e liricamente discute sobre "sair e não esquecer de se divertir." Duff também disse que "é realmente uma música cativante, mas fala sobre estar em todos os meus lugares favoritos do mundo, que são Tóquio e Paris e Londres e Nova York." A música é escrita na chave de Mi maior e é definida em tempo comum, com um ritmo de 118 batidas por minuto. Sua instrumentação vem de guitarra, baixo e bateria. Ele apresenta a sequência E5—E/G#—A(#11) como sua progressão de acordes. O alcance vocal de Duff abrange exatamente uma oitava, de C♯4–C♯5.

## Recepção crítica
Sal Cinquemani criticou as letras da música, chamando-as de "insípidas". Stephen Thomas Erlewine da Allmusic descreveu a canção como "um naturalmente doce, ligeiramente indiferente sobre 'Cool', de Gwen Stefani," e de acordo com ele, "soa um pouco como sobras" dos lançamentos anteriores de Duff.

## Desempenho comercial
Nos Estados Unidos, "Wake Up" foi lançada nas rádios mainstream em 12 de julho de 2005. Em grande parte por causa das altas vendas de downloads digitais, o single entrou na parada americana Billboard Hot 100 no número 29 em meados de agosto, a maior estreia da semana. Passou duas semanas entre as 46 maiores colocações na Hot 100, e também alcançou os 40 postos na parada Pop 100 da Billboard. Em outubro de 2005, "Wake Up" recebeu certificação de Ouro pela RIAA por seus downloads pagos. Em 27 de julho de 2014, a música já havia vendido 437 mil cópias digitais nos Estados Unidos.
"Wake Up" teve mais sucesso fora dos Estados Unidos. Foi lançada no Reino Unido no final de outubro e estreou no número sete, a posição mais alta de Duff na parada de singles por lá.

## Vídeo musical
O videoclipe da canção foi dirigido por Marc Webb e foi filmado em Toronto, no Canadá. Duff disse: "Eu sou uma grande fã disso [as bandas com as quais ele trabalhou], então eu estava muito animada que ele dirigisse o meu vídeo". Ela adicionou:
| “ | "O vídeo se desenvolve muito rapidamente e tem [todos] esses pops rápidos. Ele me mostra em Tóquio, Londres, Paris, Nova Iorque, e passa por todos esses diferentes olhares, em cada cidade, e mostra que não importa onde você esteja, as pessoas querem [fazer] as mesmas coisas: elas dançam e elas festejam. [...] Ele [o estilo] parece meio granulado e é um visual totalmente diferente para mim." | ” |
|   | — . |   |

O vídeo começa com Duff acordando em um sofá, depois se senta para começar a cantar a música. Pouco depois, o vídeo corta para uma cena de seu canto enquanto está sentado em um banco em seu quarto. Depois de ouvir música por um curto período de tempo, ela se levanta, aplica maquiagem e coloca uma peruca preta. Ela sai do quarto e anda pela cidade em um carro com vários amigos. Ela é então vista em várias casas noturnas em diferentes cidades. Para a duração do vídeo, há fotos dela em diferentes festas e clubes, enquanto ela canta e badala ao redor de sua dança.

## Faixas e formatos
| CD single da Austrália |                                     |         |  |
| N.º                    | Título                              | Duração |  |
| 1.                     | "Wake Up"                           | 3:39    |  |
| 2.                     | "Who's That Girl" (versão acústica) | 3:24    |  |

| CD single do Reino Unido |                                 |         |  |
| N.º                      | Título                          | Duração |  |
| 1.                       | "Wake Up"                       | 3:39    |  |
| 2.                       | "Wake Up" (DJ Kaya Dance Remix) | 4:12    |  |

| Maxi single do Reino Unido |                                  |         |  |
| N.º                        | Título                           | Duração |  |
| 1.                         | "Wake Up"                        | 3:42    |  |
| 2.                         | "Wake Up" (DJ Kaya Long-T Remix) | 5:31    |  |
| 3.                         | "Come Clean" (Remix 2005)        | 3:45    |  |
| 4.                         | "Wake Up" (vídeo musical)        |         |  |

## Desempenho nas tabelas musicais
| Tabela musical (2005)                 | Melhor posição |
| ------------------------------------- | -------------- |
| Alemanha (Official German Charts)     | 68             |
| Austrália (ARIA Charts)               | 15             |
| Áustria (Ö3 Austria Top 40)           | 46             |
| Bélgica (Ultratip de Flandres)        | 5              |
| Bélgica (Ultratip da Valônia)         | 17             |
| Brasil (ABPD)                         | 19             |
| Escócia (The Official Charts Company) | 5              |
| Espanha (PROMUSICAE)                  | 9              |
| Estados Unidos (Billboard Hot 100)    | 29             |
| Estados Unidos (Digital Songs)        | 4              |
| Estados Unidos (Mainstream Top 40)    | 22             |
| Europa (European Hot 100 Singles)     | 20             |
| França (SNEP)                         | 24             |
| Irlanda (IRMA)                        | 5              |
| Itália (FIMI)                         | 2              |
| Noruega (VG-lista)                    | 5              |
| Nova Zelândia (Recorded Music NZ)     | 24             |
| Países Baixos (Dutch Top 40)          | 38             |
| Países Baixos (Single Top 100)        | 31             |
| Reino Unido (UK Singles Chart)        | 7              |
| Suécia (Sverigetopplistan)            | 45             |
| Suíça (Schweizer Hitparade)           | 31             |

| Tabela musical (2005) | Posição |
| --------------------- | ------- |
| Austrália (ARIA)      | 100     |

| Região                                                                    | Certificação | Unidades / vendas |
| ------------------------------------------------------------------------- | ------------ | ----------------- |
| Estados Unidos (RIAA)                                                     | Ouro         | 500,000^          |
| "^" denota números de unidades estimadas baseadas somente na certificação |              |                   |

## Histórico de lançamento
| Região         | Data                  | Formato(s)        | Gravadora         |
| -------------- | --------------------- | ----------------- | ----------------- |
| Estados Unidos | 12 de julho de 2005   | Rádios mainstream | Hollywood         |
| Austrália      | 28 de agosto de 2005  | CD single         | Festival Mushroom |
| Itália         | 19 de outubro de 2005 | CD single         | Virgin            |
| Alemanha       | 21 de outubro de 2005 | CD single         | EMI               |
| Reino Unido    | 24 de outubro de 2005 | CD single         | Liberty           |
| Alemanha       | 4 de novembro de 2005 | CD single         | EMI               |